# WildBrain
WildBrain (tidigare känd som DHX Media) är ett kanadensiskt produktionsbolag och animationsstudio. WildBrain producerar TV-program för barn. Företaget är mest känt för att ha producerat My Little Pony: Friendship is Magic, Franny's Feet, Strawberry Shortcake, Sonic Prime, Ella the Elephant och Johnny Test.